# Ramiro Barcelos
Ramiro Fortes de Barcellos (Cachoeira do Sul, 23 de agosto de 1851 — Porto Alegre, 28 de janeiro de 1916) foi um político, escritor, jornalista e médico brasileiro.

## Biografia
Filho de Vicente Loreto de Barcellos e de Joaquina Idalina Pereira Fortes (irmã do Barão de Viamão), Ramiro Bacellos cursou o secundário na Escola Pública de Cachoeira do Sul, vindo a concluir o curso em Porto Alegre.
Cursou a Faculdade de Medicina no Rio de Janeiro. Exerceu os cargos públicos de ministro plenipotenciário no Uruguai durante a Revolução Federalista, secretário da Fazenda, procurador do estado do Rio Grande do Sul no Rio de Janeiro e superintendente das Obras da Barra de Rio Grande.
Exerceu os mandatos de deputado provincial nos períodos de 1877 a 1878, 1879 a 1880 e 1881 a 1882; elegeu-se senador da República pelo Rio Grande do Sul de 1890 a 1899 e de 1900 a 1906. Criou, em 1902, como senador, a moeda cruzeiro, que só veio a ser adotada na década de 1940, no governo de Getúlio Vargas.
Colaborou com o jornal A Federação, desde seu primeiro número, no qual escreveu Cartas a d. Izabel, com o pseudônimo de Amaro Juvenal, que continuou sendo utilizado em poemas satíricos.
O que mais literariamente notabilizou Ramiro Barcellos foi um poemeto campestre, hoje considerado uma jóia da literatura gauchesca, elaborado entre 1910 e 1915, em razão de uma briga política contra seu primo Antônio Augusto Borges de Medeiros (1863-1961), então presidente do estado, ali retratado como Antonio Chimango.
Foi um dos apoiadores da Santa Casa de Misericórdia de Porto Alegre. Foi homenageado pelo município de Porto Alegre com a denominação da Rua Ramiro Barcellos.